# Station Blangy-Glisy
Station Blangy-Glisy is een spoorwegstation in de Franse gemeente Blangy-Tronville. Het station is gesloten.

## Treindienst
| Serie | Treinsoort | Route                                  | Bijzonderheden |
| ----- | ---------- | -------------------------------------- | -------------- |
| C 10  | TER (SNCF) | Paris-Nord – Creil – Longueau – Amiens |                |